# Andwelé Slory
Andwelé Cedric Slory est un footballeur international néerlandais né le 27 septembre 1982 à Paramaribo (Suriname).

## Sélections
- 2 sélections (0 but) avec les  Pays-Bas en 2007.